# Bumi Asih (kabupaten Kotabaru)
Bumi Asih – wieś (desa) w kecamatanie Kelumpang Selatan, w kabupatenie Kotabaru w prowincji Borneo Południowe w Indonezji.
Miejscowość ta leży w środkowo-wschodniej części kecamatanu, przy drodze Jalan Jenderal Sudirman.